# Darell Etienne
Darell Etienne (Nyack, 11 agosto 1974) è un ex calciatore haitiano, di ruolo difensore.

## Biografia
É fratello di Derrick Etienne Sr. e zio di Derrick Etienne Jr. e Danielle Etienne, anche loro calciatori.